# Kasua jezik
Kasua jezik (ISO 639-3: khs), transnovogvinejski jezik uže skupine bosavi, koji, govori oko 600 ljudi (1990 SIL) iz plemena Kasua u 6 sela u papuanovogvinejskim provincijama Southern Highlands, Western i Gulf.
Jezik je proučavao Tommy Logan. Za pismo se koristi latinica.

## Vanjske poveznice
- Ethnologue (14th)
- Ethnologue (15th)